# Campeonato Internacional de Tênis do Estado do Pará
O Campeonato Internacional de Tênis do Estado do Pará foi um torneio de tênis, que fez parte da série ATP Challenger Tour, realizado em 2012, em piso de duro, em Belém, Brasil.

## Edições

### Simples
| Ano  | Campeões        | Finalistas       | Placar             | Ref.  |
| ---- | --------------- | ---------------- | ------------------ | ----- |
| 2012 | Ricardo Hocevar | Thiemo de Bakker | 7–6(7–1), 7–6(7–4) | [ 2 ] |

### Duplas
| Ano  | Campeões                      | Finalistas                    | Placar   | Ref.  |
| ---- | ----------------------------- | ----------------------------- | -------- | ----- |
| 2012 | John Peers John-Patrick Smith | Nicholas Monroe Simon Stadler | 6–3, 6–2 | [ 2 ] |

## Ligações Externas
- Site Oficial